# Sredni Jegorlyk
Der Sredni Jegorlyk (russisch Сре́дний Егорлы́к, „Mittlerer Jegorlyk“) ist ein linker Nebenfluss des Westlichen Manytsch in der russischen Oblast Rostow. 
Der Sredni Jegorlyk entspringt westlich von Noworogowskaja. Er durchfließt die Manytsch-Niederung in überwiegend östlicher Richtung. Er passiert die Mittelstadt Salsk und mündet schließlich bei Jekaterinowka in den zum Proletarsker Stausee aufgestauten Westlichen Manytsch. Der Jegorlyk mündet knapp 10 km weiter östlich in den Stausee.
Der Sredni Jegorlyk hat eine Länge von 129 km. Er entwässert ein Areal von 2360 km². Der Fluss wird überwiegend von der Schneeschmelze gespeist. Der mittlere Abfluss 19 km oberhalb der Mündung beträgt 0,7 m³/s. Der Fluss trocknet etwa 1–2 Monate im Jahr aus.